# Skålebrehalsen
Skålebrehalsen (norwegisch für Abstoßungsgletscherhals) ist eine hohe und vereiste Terrasse im ostantarktischen Königin-Maud-Land. Im Mühlig-Hofmann-Gebirge liegt sie an der Südflanke des Skålebreen.
Norwegische Kartographen, die sie auch benannten, kartierten sie anhand von Vermessungen und Luftaufnahmen der Dritten Norwegischen Antarktisexpedition (1956–1960).